# 125 (číslo)
Sto dvacet pět je přirozené číslo, které následuje po čísle sto dvacet čtyři a předchází číslu sto dvacet šest. Římskými číslicemi se zapisuje CXXV. Stopětadvacátým dnem kalendářního roku je 5. květen (v přestupném roce 4. květen).

## Matematika
125 je:
- nejmenší trojciferné číslo, které je třetí mocninou přirozeného čísla a zároveň perfektní mocnina složená z prvočísel ({\displaystyle 5^{3}})
- deficientní číslo
- nepříznivé číslo
- nešťastné číslo

## Chemie
- 125 je atomové číslo zatím (březen 2013) neobjeveného prvku unbipentia, neutronové číslo druhého nejméně běžného přírodního izotopu olova) a nukleonové číslo čtvrtého nejběžnějšího izotopu telluru[1]

## Kosmonautika
- STS-125 byla mise raketoplánu Atlantis, poslední start amerického raketoplánu k jinému tělesu než k Mezinárodní vesmírné stanici (ISS). Raketoplán odstartoval v plánovaném termínu 31. května 2008 ve 21:02 UTC.[2] V nákladovém prostoru byla umístěna hlavní část japonské laboratoře Kibó – přetlakový modul PM.

## Doprava
- Silnice II/125 je česká silnice II. třídy vedoucí na trase I/32 – Velký Osek – Kolín – Poďousy – Uhlířské Janovice – Nechyba – Kácov – dálnice D1 – Vlašim – Louňovice pod Blaníkem – Mladá Vožice[3]
- Linka 125 – expresní autobusová linka spojující jižní části Prahy

## Roky
- 125
- 125 př. n. l.